# 1996 في لبنان
فيما يلي قوائم الأحداث التي وقعت خلال عام 1996 في لبنان.

## سياسة

### تعيين في المنصب
- 28 ديسمبر – محمد رشيد قباني مفتي الجمهورية اللبنانية.

## موسيقى

### ألبومات
من الألبومات التي صدرت هذه السنة في لبنان:
- 1 يناير – حظي حلو من غناء نجوى كرم.

## وفيات

### مايو
- 9 مايو – توفيق سليمان عساف (مواليد 1913) سياسي ورجل أعمال لبناني.